# XVIII secolo a.C.
Il XVIII secolo a.C. (diciottesimo secolo avanti Cristo) è il secolo che inizia nell'anno 1800 a.C. e termina nell'anno 1701 a.C. incluso.

## Avvenimenti
- Argentina - prime civilizzazioni agro-ceramiche si stabilirono nel Nord-Est andino

- 1780 a.C. – Antico Egitto - Inizio del Secondo periodo intermedio dell'Egitto (fino al 1670 a.C.): la crisi favorisce l'avvento al potere degli Hyksos
- 1730 a.C. – Babilonia: Inizio del Primo impero babilonese (fino al 1530 a.C.)